# Alfred Barth
Alfred Barth (* 1969 in Wien, Österreich) ist ein österreichischer Professor für Arbeits- und Organisationspsychologie an der Sigmund Freud Privatuniversität (SFU) Linz und Departmentleiter der SFU am Standort Linz. Nach seinem Studium in Psychologie, Philosophie und Geschichte absolvierte er seine postgraduelle Ausbildung zum klinischen Psychologen. An der TU Wien habilitierte er sich 2007.

## Leben

### Ausbildung und Tätigkeiten
Alfred Barth studierte Psychologie und promovierte 2001 zum Dr. rer. nat. Parallel studierte er auch Philosophie und schloss das Fach im Jahr 2002 ebenfalls mit einer Promotion zum Dr. phil. ab. Als wissenschaftlicher Mitarbeiter arbeitete Alfred Barth (1999–2004) an der Medizinischen Universität Wien in der Abteilung für Arbeitsmedizin. Anschließend (2004–2010) war er als Universitätsassistent der Technischen Universität Wien am Institut für Managementwissenschaften tätig. Infolgedessen (2010–2012) arbeitete er als Universitätsprofessor für Arbeits- und Organisationspsychologie an der privaten Universität für Gesundheitswissenschaften, Medizinische Informatik und Technik. Seit 2012 ist Alfred Barth Universitätsprofessor an der Sigmund Freud PrivatUniversität für Arbeits- und Organisationspsychologie, als auch Departmentleiter für den Standort in Linz. Neben seiner Tätigkeit unterstützt er außerdem das Team der Psychologen im arbeitsmedizinischen und arbeitspsychologischen Zentrum Wien. Weiters ist Alfred Barth wissenschaftlicher Beirat des Stimmungs- und Bindungsbarometers Robin Mood.
Er forscht insbesondere über Gesundheitsthemen in der Arbeitswelt. Ein Fokus lag dabei auf der Untersuchung von Bleibelastung oder elektromagnetischen Feldern auf Arbeitnehmende.  Zu weiteren Tätigkeitsfeldern von Alfred Barth gehören weiters die Bereiche um Arbeitswelt, Arbeitnehmerschutz, Beruf und Karriere, wie aber auch Forschung, Evaluation und Personal- und Organisationsentwicklung.

### Akademien
Alfred Barth ist neben seinen Forschungstätigkeiten und seiner Professur auch Gründer und Eigentümer der Wiener Akademie für Arbeitsmedizin (WIAP) und der Wiener Akademie für Psychologie (WIKIP). Diese Akademien sind spezialisiert auf die Ausbildung klinischer Psychologen und Arbeitsmedizinern.

## Themen

### Retention Management
Alfred Barth betont, dass Retention Management in der modernen Arbeitswelt zunehmend an Bedeutung gewinnt. Unternehmen stehen vor der Herausforderung, qualifizierte Mitarbeitende langfristig zu binden. Hinsichtlich der großen Wechselbereitschaft spielen Faktoren wie Internal Sourcing und internes Employer Branding eine bedeutende Rolle. Barth hebt hervor, dass einerseits ein Bedürfnis nach Beständigkeit besteht, andererseits ein Wechselwunsch vorhanden ist. Diese Wechselwilligkeit spiegelt nicht zwangsläufig Unzufriedenheit wider, sondern ist situationsabhängig, wobei Barth betont, dass Fluktuation weder positiv noch negativ ist, sondern je nach Perspektive Chancen für Innovation und frische Impulse bieten kann. Beeinflusst wird diese Kombination durch eine beschleunigte gesellschaftliche Entwicklung, die kürzeren Produktzyklen und einen arbeitskulturellen Wandel.
Es können diverse Formen der Mitarbeiterbindung unterschieden werden: emotionale Bindung (die Mitarbeiter sind affektiv mit ihrer Arbeit verbunden), kalkulatorische Bindung (der Mitarbeiter wägt ab, welche Vor- und Nachteile gegenüber andren Stellen bestehen und welche eher den eigenen Interessen und Zielen entspricht), normative Bindung (der Mitarbeiter empfindet ein Pflichtgefühl gegenüber dem Unternehmen und hält es für moralisch richtig im Unternehmen zu bleiben, auch wenn es Gründe für einen Wechsel geben könnte). Für erfolgreiches Retention Management betont Barth die Analyse der Bindungsmotive (unternehmens-, aufgaben-, vorgesetzten- und kollegenbezogen) und empfiehlt zentrale Maßnahmen, wie eine faire Bezahlung, Wertschätzung, flexible Arbeitsmodelle, Weiterbildungsangebote und eine unterstützende Unternehmenskultur.
Alfred Barth fordert eine flexible Personalplanung, die Wechsel akzeptiert und dabei die entstehenden Kosten berücksichtigt. Dabei ist die Balance zwischen übertriebener Planung und Nachlässigkeit von zentraler Bedeutung, wobei sich Unternehmen zunehmend auf flexiblere und nomadischere Arbeitsverhältnisse einstellen müssen, wie auch darauf, frühere Mitarbeiter wieder einzustellen.

### Outdoor-Coaching
In seiner Arbeit beschäftigt sich Alfred Barth mit Beratungsansätzen wie das Outdoor-Coaching. Dabei handelt es sich um ein Konzept, das berufliche Beratung und Coaching mit der freien Natur verbindet. In einem Interview erklärte Barth, dass diese Methode auf der Annahme beruht, dass sich die natürliche Umgebung positiv auf die Reflexionsfähigkeit und Problemlösungsstrategien der Klienten auswirken kann. Das Outdoor-Coaching zielt darauf ab, neue Perspektiven zu eröffnen, indem die Teilnehmer in Bewegung kommen und die Natur als Inspiration nutzen.
Barth betont, dass das Coaching in der Natur oft tiefergehende Gespräche ermögliche, da sich Menschen in einer ungewohnten Umgebung leichter von alltäglichen Denkstrukturen lösen könnten. Besonders bei Themen wie Stressbewältigung, Karriereplanung oder Teamkonflikten habe sich dieser Ansatz bewährt. Zudem sei die Kombination von Bewegung und Beratung ein entscheidender Vorteil, da körperliche Aktivität nachweislich die Konzentrations- und Denkfähigkeit fördere.

### Persönliche Grenzen
Alfred Barth widmet sich in seiner Arbeit auch dem Thema persönlicher und psychologischer Grenzen. In einem Interview thematisierte er die Herausforderungen, die Grenzen – sowohl physischer als auch psychischer Art – im Leben eines Menschen darstellen können. Er sieht Grenzen nicht ausschließlich als Einschränkungen, sondern auch als Orientierungshilfen, die Sicherheit und Struktur bieten. Barth gibt an, dass viele Menschen Schwierigkeiten haben, eigene Grenzen klar zu erkennen und zu setzen. Dies führe zu privaten, wie auch beruflichen Konflikten. Eine zentrale Rolle spiele dabei die Kommunikation, indem eine klare und respektvolle Ausdrucksweisen helfen soll, Grenzen konstruktiv zu gestalten und so das persönliche Wohlbefinden sowie zwischenmenschliche Beziehungen zu fördern.
Im Interview betonte Barth zudem, dass seiner Ansicht nach die Auseinandersetzung mit Grenzen eine wichtige Voraussetzung für persönliche Entwicklung sei. Er sieht diese als dynamische Faktoren, die sich je nach Lebensphase und Kontext anpassen können.

### Quiet Quitting
Ein weiteres Themenfeld aus der Arbeitspsychologie von Alfred Barth ist das sogenannte „Quiet Quitting“, auch Innere Kündigung. In einem Vortrag beschrieb er die psychologischen Hintergründe dieser Phänomene. Barth betonte, dass regelmäßiges Feedback von Mitarbeitern ein zentraler Ansatz sei, um diese Herausforderungen frühzeitig zu erkennen und zu adressieren. Außerdem sei es besonders wichtig, Mitarbeiter mit einer starken Bindung zum Unternehmen aktiv in Entscheidungsprozesse einzubinden, um deren Motivation und Engagement nachhaltig zu fördern.

## Publikationen (Auswahl)
Researchgate verzeichnet 66 Publikationen unter Beteiligung von Alfred Barth.
- A. Barth et al.: Childhood lead exposure increases the risk of attention-deficit-hyperactivity disorder: A meta-analysis. In: The Science of The Total Environment. Band 951, 2024, doi:10.1016/j.scitotenv.2024.175574 (englisch).
- C. Augner, A. Barth, T. Vlasak: The relationship between problematic internet use and attention deficit, hyperactivity and impulsivity: A meta-analysis. In: Journal od Psychiatric Research. Band 168, 2023, doi:10.1016/j.jpsychires.2023.10.032, S. 1–12.
- A. Barth, T. Dujlovic, T. Vlasak: Aluminum exposure and cognitive performance: A meta-analysis. In: The Science of The Total Environment. Band 906, 2024, doi:10.1016/j.scitotenv.2023.167453.
- A. Barth, T. Dujlovic, T. Vlasak: Manganese exposure and cognitive performance: A meta-analytical approach. In: Environmental Pollution. Band 332, 2023, doi:10.1016/j.envpol.2023.121884.
- Publish or Perish! Traugott Bautz, Nordhausen 2019, ISBN 978-3-95948-333-9.